# Шпоры

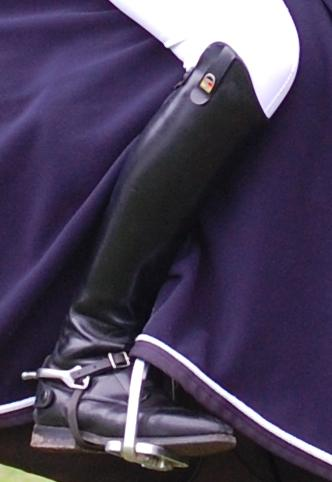
Шпора на сапоге, для верховой езды.

Шпоры (от нем. Sporn), бодцы — парное приспособление на обувь всадника на лошади, прикрепляемое к задникам сапог нашпорником.

## История
Шпоры относятся к вспомогательным средствам управления лошадью при верховой езде. Применяются для усиления воздействия шенкеля (голени) на бока лошади.
Представляет собой металлическую дужку с репейком (колёсиком), утолщением в виде шарика, прикрепляемую к заднику сапога.
Приоритет в изобретении шпор, как считают учёные, принадлежит древнему иллирийскому населению Балканского полуострова. В погребении всадника в кургане V века до нашей эры в Брезье (Словения) археологами обнаружены древнейшие образцы шпор.

Шпора на схеме.
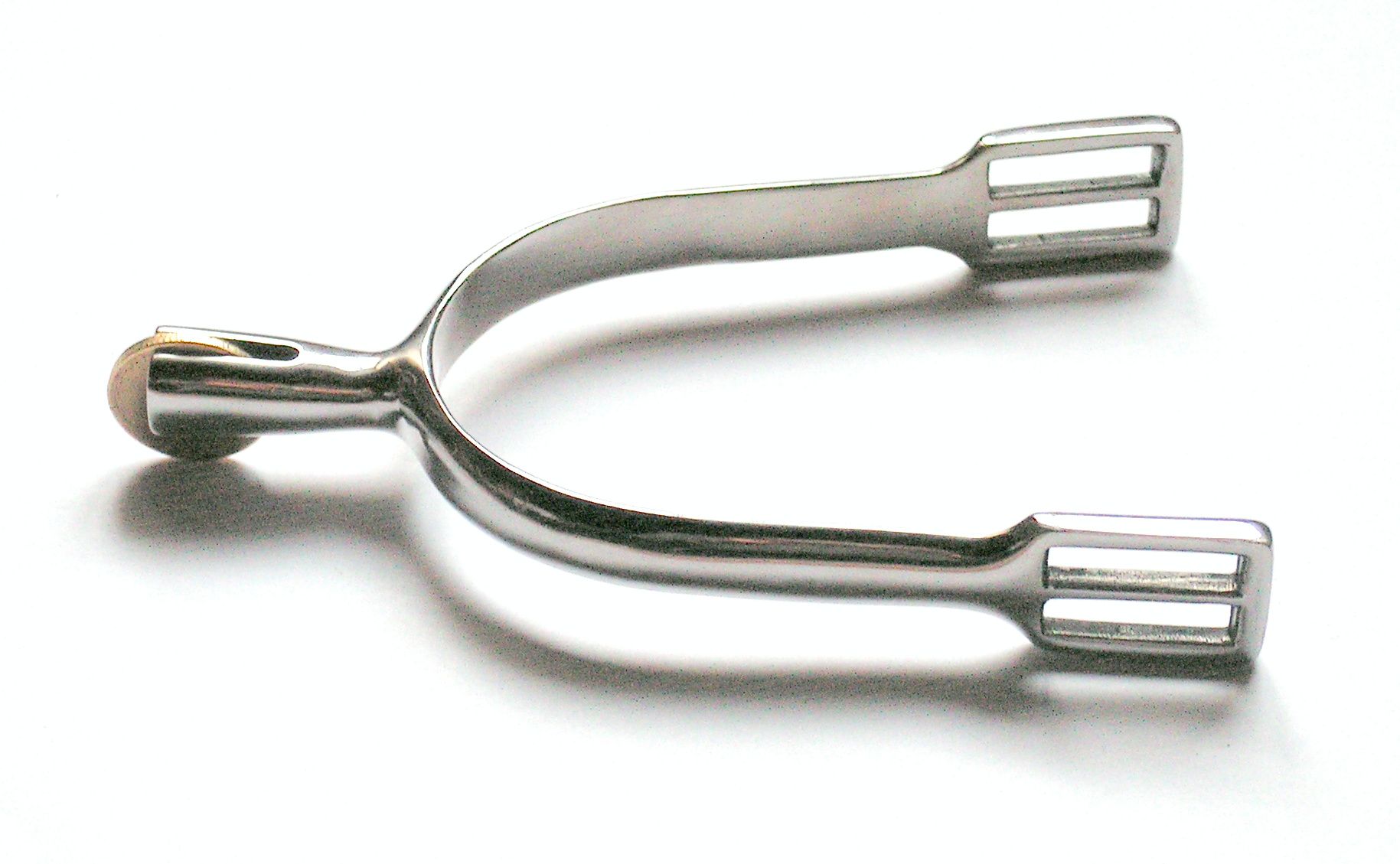
Шпора с колёсиком без зубьев.
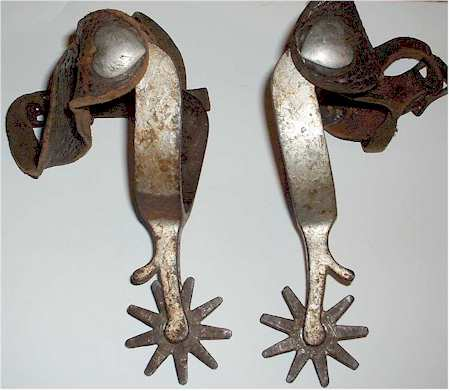
Шпоры со звёздочками.
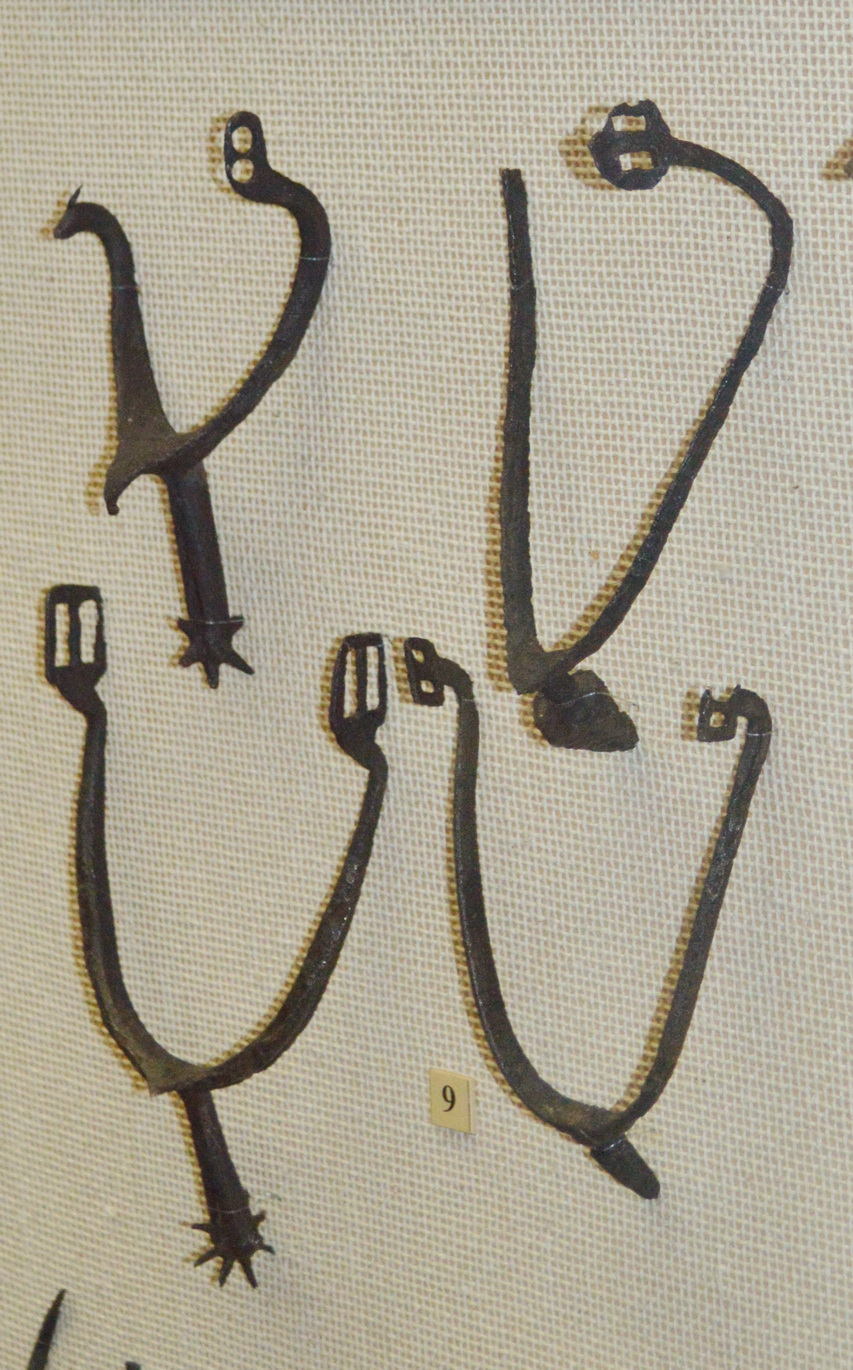
Шпоры из раскопок Серенска, XII—XIV века. ГИМ